# Sarah Spits
Sarah Spits is een Belgische stripreeks van Marc Wasterlain. De reeks verscheen van 1982 tot 2005 in het stripblad Spirou/Robbedoes.

## Albums
Alle albums zijn geschreven en getekend door Marc Wasterlain. Dupuis gaf de eerste twintig albums in het Frans uit en de eerste negentien in het Nederlands. Daarna zette Mosquito de reeks in het Frans verder. Arcadia gaf na Dupuis de eerstvolgende twee albums in het Nederlands uit.
1. De zoon van de Inca
2. Parijs-Dakar
3. De groene draak
4. Yeren, de aap die rechtop liep
5. Wapenstilstand
6. Het geheim van Atlantis
7. Reis naar Mars
8. De Tasmaanse tijger
9. Girafvrouwen
10. Blauwhelmen
11. Het monster
12. De reuzenmieren
13. De schat in de kreek
14. De reuzenpanda
15. Virtueel avontuur
16. De bladmensen
17. Operatie kloon
18. Een jonge Masaï
19. De Amazones
20. De tornadojagers
21. Fake news fiction